# Noe Zárate
Noe Zárate Ojeda (Guadalajara, 11 maggio 1973) è un ex calciatore messicano, di ruolo difensore.